# Pawel Nikolajewitsch Atman
Pawel Nikolajewitsch Atman (russisch Павел Николаевич Атьман; * 25. Mai 1987 in Wolgograd, Russische SFSR, Sowjetunion) ist ein russischer Handballspieler, der hauptsächlich auf der Position Rückraum Mitte eingesetzt wird.
Der 1,90 große und 94 kg schwere Rechtshänder begann das Handballspielen bei GK Kaustik Wolgograd, wo er mit der Profi-Mannschaft auch im EHF-Pokal, im Challenge Cup und dreimal im Europapokal der Pokalsieger spielte. 2010 wechselte er zum belarussischen Meister HC Dinamo Minsk, für den er in seiner ersten Saison in der EHF Champions League 63 Tore in 10 Spielen erzielte. Im Sommer 2013 sollte er zum russischen Serienmeister Medwedi Tschechow wechseln. Da dieser sich in finanziellen Schwierigkeiten befand, unterschrieb er trotz Angeboten von westeuropäischen Topklubs beim aufstrebenden mazedonischen Verein RK Metalurg Skopje einen Vertrag bis 2015. In seiner ersten Saison gewann er die mazedonische Meisterschaft 2013/14 und erreichte das Viertelfinale in der EHF Champions League 2013/14. Noch vor Saisonende 2014/15 verließ er Metalurg Skopje, als der Verein in finanzielle Schwierigkeiten geriet. Anschließend beendete er die Saison beim katarischen Klub al-Jaish. Im Juli 2015 unterschrieb Atman einen Zweijahresvertrag beim belarussischen Klub Brest GK Meschkow. Im November 2016 unterschrieb er einen Dreijahresvertrag ab der Saison 2017/18 bei der TSV Hannover-Burgdorf. Auf Grund mehrerer Verletzungen kam der Spielmacher in zwei Jahren nur auf 24 Bundesligaspiele und 29 Tore. Im Juni 2019 wurde der Vertrag vorzeitig aufgelöst und er schloss sich dem nordmazedonischen Verein RK Vardar Skopje an. Im Februar 2020 wechselte Atman zum russischen Erstligisten GK Spartak Moskau, der seit 2020 unter dem Namen GK ZSKA Moskau antritt. Zur Saison 2022/23 wechselte er zum israelischen Verein Maccabi Rischon LeZion.
Mit der russischen Nationalmannschaft nahm der 118-malige Auswahlspieler an den Weltmeisterschaften 2009 in Kroatien und 2013 in Spanien sowie den Europameisterschaften 2012 in Serbien und 2014 in Dänemark teil.

## Erfolge
- Belarussischer Meister 2011, 2012, 2013, 2016
- Belarussischer Pokalsieger 2013, 2016